# Dorit
Dorit ist als eine Variante von Doris und Kurzform von Dorothea ein weiblicher Vorname.

## Namensträgerinnen
- Dorit Abusch (* 1955), israelische Autorin, Professorin und Sprachwissenschaftlerin mit dem Schwerpunkt Semantik
- Dorit Beinisch (* 1942), israelische Juristin
- Dorit Chrysler (* 1966), österreichische Musikproduzentin, Sängerin, Thereminspielerin und Tontechnikerin
- Dorit Urd Feddersen-Petersen (1948–2023), deutsche Verhaltenswissenschaftlerin
- Dorit Gäbler (* 1943), deutsche Schauspielerin und Chansonnière
- Dorit Hanak (1938–2021), österreichische Opernsängerin
- Dorit Kreysler (1909–1999), österreichische Sängerin und Schauspielerin
- Dorit Margreiter (* 1967), österreichische Fotografin sowie Video- und Installationskünstlerin
- Dorit Nitykowski (1911–1970), deutsches Fotomodell
- Dorit Orgad (* 1936), israelische Schriftstellerin
- Dorit Schmiel (1941–1962), Todesopfer an der Berliner Mauer
- Dorit B. Whiteman (1924–2022), US-amerikanische Psychologin
- Dorit Zinn (* 1940), deutsche Schriftstellerin